# Vitorlásverseny Sainte-Adresse-ben (festmény)
A Vitorlásverseny Sainte-Adresse-ben Claude Monet impresszionista festménye.
Ez a kép és a Tengerpart Sainte-Adresse-ben (Art Institute of Chicago) valószínűleg egy párként készültek. Egyforma a méretük, és nézőpontjuk is csak néhány méterre van egymástól.
Sainte-Adresse-ben, Le Havre jómódú elővárosában lakott Monet apja. A festő 1867 nyarát itt töltötte apjával és nagynénjével, de nagyon rossz hangulatban. Apja ragaszkodott ahhoz, hogy szakítson partnerével, Camille Doncieux-vel, aki éppen ezen a nyáron szülte meg gyermeküket, Jean-t. Monet fia születésére Párizsba utazott, de aztán visszatért a tengerpartra.
A képen ábrázolt napfényes vitorlásversenytől eltérően a másik kép borús időben, apálykor ábrázolja ugyanezt a partszakaszt. A vitorláshajók helyett halászcsónakok láthatók rajta, felhúzva a fövenyre, matrózok, munkások.
Monet soha nem állította ki a két képet egyszerre, így valószínűleg nem kívánt társadalmi mondanivalót adni a különbségeknek. Egyszerűen csak különböző fényhatások és egyéb körülmények között örökítette meg ugyanazt a tárgyat, mint ahogyan azt tette később sok más témájával (Kazlak, Parlament, Roueni katedrális, Tavirózsák, Nyárfák).

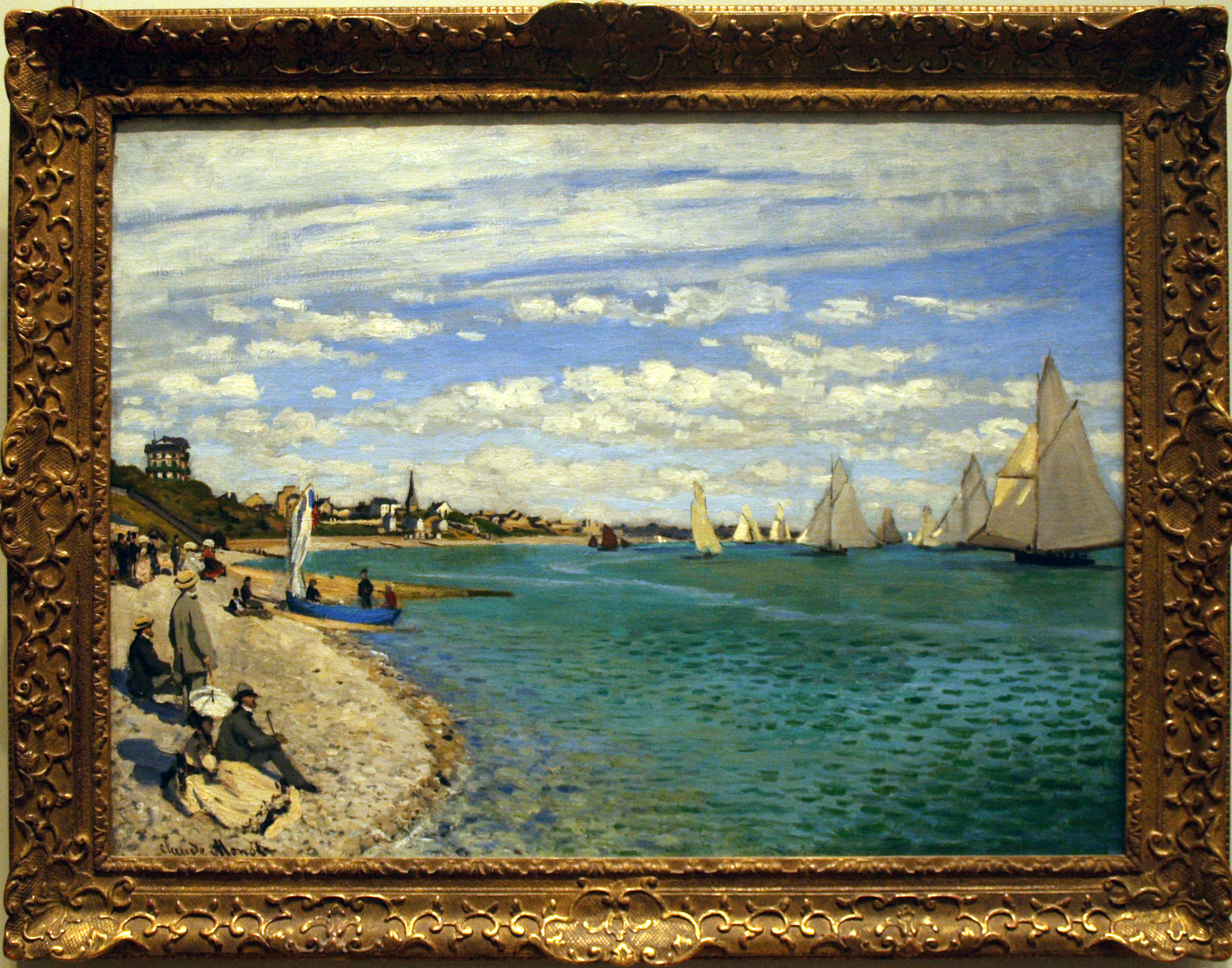
Vitorlásverseny Sainte-Adresse-ben